# Règle du ballon à l'avant-champ
Au baseball, la règle de la balle en champ intérieur (la partie carrée du terrain et en anglais infield fly rule) a été mise en vigueur afin d'éviter que les joueurs défensifs n'utilisent une pratique déloyale qui résulterait en un double-jeu facile, voire un triple jeu. 
Cette règle s'applique lorsqu'il y a moins de deux retraits dans la manche en cours et qu'il y a une situation de retrait forcé au deuxième ET troisième but (autrement dit, un coureur au première et deuxième base) ou que les bases sont remplis. Dans ce cas précis, si une balle est frappée en jeu (très haut et sans avoir touché le sol, en anglais fly) et qu'un joueur d'avant-champ peut l'attraper dans un effort raisonnable dans la partie du champ intérieur selon le jugement de l'arbitre, ce dernier annonce à voix haute "infield fly" pour l'application de la règle. Ce faisant, le frappeur est automatiquement retiré, peu importe si la balle est attrapée en vol ou non.

## Histoire et raison de son introduction
Cette règle fut introduite en 1895, pour empêcher la pratique, courante à l'époque, qu'avaient les joueurs de défense dans les circonstances vues plus haut, de délibérément laisser la balle tomber au sol afin d'obtenir facilement les retraits forcés des coureurs du premier et deuxième but, qui étaient contraints à rester près de leur but tant que la balle était dans les airs.

## Mauvaises interprétations
Les amateurs de baseball comprennent parfois mal la règle de la balle en champ intérieur. La règle ne peut s'appliquer s'il y a seulement un coureur en première base, les inventeurs de la règle ayant déduit que la défense ne tirerait pas d'avantage à retirer le coureur au premier but plutôt que le frappeur ; dans chaque cas, le résultat serait : un retrait de plus et un coureur au premier but. De plus, la règle n'affecte aucun autre joueur offensif que le frappeur. Comme pour n'importe quelle balle, si un infield fly est capté, les coureurs doivent retourner à leur base d'origine pour pouvoir avancer à nouveau.
La règle ne s'applique pas lorsque la balle est frappée en flèche ou en amorti ; de plus, cette règle ne s'applique pas à toutes les situations où un joueur à la défense pourrait vouloir laisser tomber un ballon intentionnellement. Par exemple, s'il y a seulement un coureur au premier but, un joueur alerte pourrait délibérément laisser tomber la balle, préférant ainsi retirer le coureur du premier but plutôt que le frappeur, si le coureur au premier s'avère plus rapide et donc plus dangereux que le frappeur s'amenant au premier but, ou encore si le frappeur se traîne les pieds en direction du premier but et que le défenseur estime avoir une chance de retirer les deux.